# Wuert Engelmann
Wuert Engelmann (* 11. Februar 1908 in Miller, South Dakota; † 8. Januar 1979 in Green Bay, Wisconsin), Alternativnamen: Weert Engelman(n) oder Weert Engleman(n), Spitzname: „The Flying Dutchman of Miller“ war ein US-amerikanischer American-Football-Spieler und Leichtathlet. Er spielte in der National Football League (NFL) bei den Green Bay Packers.

## Spielerlaufbahn

### Collegekarriere
Wuert Engelmann studierte von 1927 bis 1929 an der South Dakota State University, wo er neben American Football auch Basketball spielte und als Leichtathlet aktiv war. Sein College zeichnete ihn in allen drei Studienjahren für seine Leistungen als Footballspieler aus. Sowohl im Basketball, als auch im American Football wurde er in die Ligaauswahl gewählt. Im Jahr 1928 scheiterte er als Zehnkämpfer knapp an der Qualifikation für die Olympischen Sommerspiele 1928 in Amsterdam.

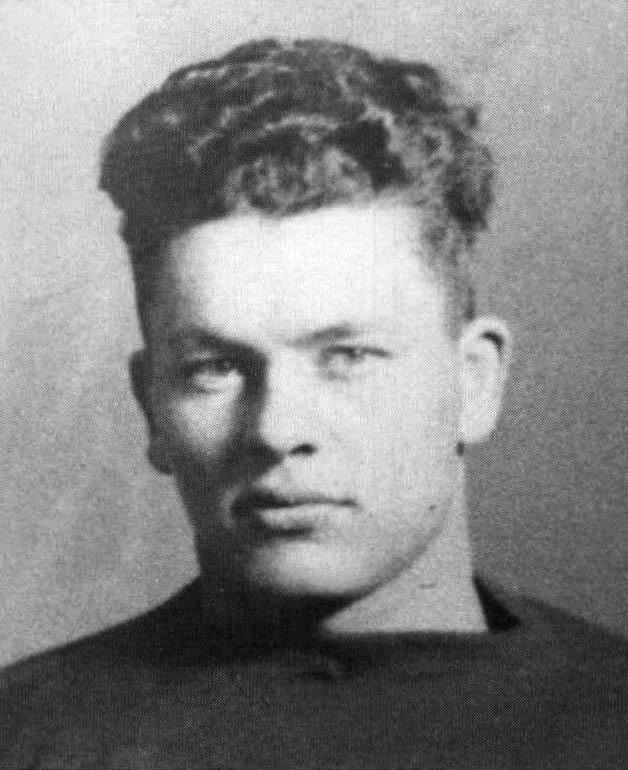
Curly Lambeau

### Profikarriere
Wuert Engelmann wurde 1930 von den Green Bay Packers verpflichtet, die von Curly Lambeau trainiert wurden. Die Packers waren der amtierende NFL Meister und Engelmann spielte zusammen mit John McNally als Back in der Offense der Mannschaft. In seinem Rookiejahr gewann Engelmann mit den Packers die NFL Meisterschaft. Im folgenden Jahr konnten die Packers ihren Meistertitel verteidigen. 1932 war Engelmann einer von sechs Spielern in der NFL, denen ein Touchdown nach einem abgefangenen Pass gelang. Nach der Saison 1933 beendete Engelmann seine Laufbahn.

## Ehrungen
Wuert Engelmann ist Mitglied in der South Dakota Sports Hall of Fame. Die Zeitschrift „The Sports Illustrated“ nahm ihn in die Liste der 50 besten Sportler, die aus South Dakota stammen, auf.